# ワールドワーク
ワールドワークとは、プロセス指向心理学を、グループダイナミクス、葛藤解決、組織開発へと応用したものである。
心理学者アーノルド・ミンデルの個人の体験と行動を一方とし、グループを他方とした両者が、似た構造と力学を持っているという彼の観察に基づいて開発された。これは、重要な違いを考慮に入れつつ、ミンデルが個々のクライアントに使っていた手法をグループ、組織へと応用することを可能にした。今日、ワールドワークは、社会的な変化の力学について説明するための、複数の領域を横断しつなげる一貫したパラダイムを提示、それを把握するための普遍的なカテゴリと、それを容易にするための介入が開発されている。